# Harry Hallberg
Harry John Hallberg, född 12 juli 1914, död 1997, var en svensk båtbyggare och -konstruktör.
Harry Hallberg började bygga träbåtar 1928 vid 14 års ålder. Han arbetade i början av 1940-talet på Sverres Varv & Mek. Verkstad i Hisings Kärra, men flyttade 1942 till Kungsviken och började bygga båtar i kompanjonskap med Einar Karlsson. I juni 1944 startade Harry Hallberg och Einar Karlsson var sitt varv nära varandra i Kungsviken. Harry Hallberg specialiserade sig på nöjesbåtar, medan Einar Karlsson efter ett par år började att bygga fiskebåtar.
Han byggde ut sitt varv 1947 och när lokalerna blev för små vid mitten av 1960-talet, flyttade han verksamheten till Ellös och sålde de gamla lokalerna till Christoph Rassy.
De första båtar som Harry Hallberg byggde i serie var Folkbåtar. Kungskryssaren, ritad av Tord Sundén, byggdes från mitten av 1950-talet. 
År 1963 började Harry Hallberg bygga båtar med skal av glasfiberarmerad plast och överbyggnad och inredning av trä. Modellen P-28 blev en framgång och såldes i antal till USA.
Han drog sig tillbaka från båttillverkningen 1972 och sålde sitt företag i Ellös till Christoph Rassy, som drev det vidare under namnet Hallberg-Rassy. Den sista av Harry Hallbergs varvs konstruerade modeller var Misil II, som Hallberg-Rassy tillverkade 1974–1977 efter mindre modifieringar.